# 13 augusti
13 augusti är den 225:e dagen på året i den gregorianska kalendern (226:e under skottår). Det återstår 140 dagar av året. Man firar även Vänsterhäntas dag.

## Namnsdagar

### I den svenska almanackan
- Nuvarande – Kaj
- Föregående i bokstavsordning
  - Gullvi – Namnet infördes 1986 på 7 maj, men flyttades 1993 till dagens datum och utgick 2001.
  - Hilja – Namnet infördes på dagens datum 1986, men utgick 1993.
  - Hillevi – Namnet infördes på dagens datum 1901, men flyttades 2001 till 15 oktober.
  - Hippolytus – Namnet fanns, till minne av Hippolytus ett romerskt helgon, på dagens datum före 1901, då det utgick.
  - Irja – Namnet infördes på dagens datum 1986, men flyttades 1993 till 4 april och 2001 till 5 april.
  - Kaj – Namnet infördes 1986 på 15 december, men flyttades 1993 till 7 juli och 2001 till dagens datum.
- Föregående i kronologisk ordning
  - Före 1901 – Hippolitus
  - 1901–1985 – Hillevi
  - 1986–1992 – Hillevi, Hilja och Irja
  - 1993–2000 – Hillevi och Gullvi
  - Från 2001 – Kaj
- Källor
  - Brylla, Eva (red.). Namnlängdsboken. Gjøvik: Norstedts ordbok, 2000 ISBN 91-7227-204-X
  - af Klintberg, Bengt. Namnen i almanackan. Gjøvik: Norstedts ordbok, 2001 ISBN 91-7227-292-9

### Finlandssvenska almanackan
- Nuvarande från 2020[1] – Jesse, Alfons
- I föregående revideringar[a][2]
  - 1929–2014 – Alfons
  - 2015–2019 – Alfons, Jesse

## Händelser
- 523 – Sedan Hormisdas har avlidit en vecka tidigare väljs Johannes I till påve.
- 1099 – Sedan Urban II har avlidit två veckor tidigare väljs Ranierius till påve och tar namnet Paschalis II.
- 1645 – Freden i Brömsebro sluts mellan Sverige och Danmark. Sverige får av Danmark Gotland, Härjedalen, Jämtland och Ösel samt Halland på 30 år.
- 1876 – Första kompletta uppsättningen av Nibelungens ring spelas i Bayreuth.
- 1900 – S/S Deutschland III vinner det blåa bandet som det snabbaste atlantfartyget.
- 1905 – I Norge hålls folkomröstning om att upplösa unionen med Sverige. Av 368 208 röstande röstar endast 184 stycken (en halv promille) för att unionen ska bibehållas.
- 1919 – Idrottsföreningen Leksands IF bildas.
- 1927 – Efter nederlaget i Nanchang avgår Chiang Kai-shek som överbefälhavare över Nationella revolutionära armén och drar sig tillbaka till hemstaden Xikou.
- 1937 – Japan invaderar Kina och anfaller Shanghai.
- 1960 – Centralafrikanska republiken förklarar sig självständigt från Frankrike.[3]
- 1961 – Berlinmuren börjar byggas för att stoppa massutvandringen av östtyskar.
- 1987 – Östen Johansson avgår som ordförande för Svenska Journalistförbundet efter kritik mot hans fastighetsaffärer.
- 2001 – Ohridavtalet undertecknas i Ohrid och gör därmed slut på konflikten mellan UÇK och Makedonien.
- 2004 – Olympiska sommarspelen 2004 i Aten, Grekland invigs av president Konstantinos Stefanopoulos (och pågår till 29 augusti).
- 2015 – En lastbil sprängs avsiktligen på en marknad i Irak. 76 personer omkommer och 212 personer skadas.

## Födda
- 582 – Arnulf av Metz, biskop i Metz
- 1616 – Plautilla Bricci, italiensk konstnär och arkitekt
- 1752 – Maria Karolina, drottning av Neapel och Sicilien
- 1762 – Anne-Josèphe Théroigne de Méricourt, fransk revolutionär
- 1792 – Adelaide av Sachsen-Meiningen, drottning av Storbritannien
- 1814 – Anders Ångström, svensk fysiker och astronom, spektralanalysens fader
- 1818 – Johan Daniel Herholdt, dansk arkitekt
- 1819 – George Gabriel Stokes, irländsk matematiker och fysiker
- 1824 – Victor Kullberg, svensk urmakare
- 1827 – Peter Krok, svensk jurist, landssekreterare och politiker
- 1840 – Frans Hodell, svensk författare, skådespelare och journalist
- 1858 – Christian Krogh, norsk konstnär
- 1860 – Annie Oakley, legendarisk amerikansk prickskytt
- 1869 – Tony Garnier, fransk arkitekt
- 1871 – Karl Liebknecht, tysk politiker
- 1872 – Richard Willstätter, tysk-judisk kemist, mottagare av Nobelpriset i kemi 1915
- 1889
  - Arvid Gyllström, svensk-amerikansk akrobat, manusförfattare, producent och regissör
  - Bertil Malmberg, författare och ledamot av Svenska Akademien
- 1894 – Paul Blobel, tysk SS-officer och dömd krigsförbrytare
- 1899 – Alfred Hitchcock, brittisk filmregissör
- 1902 – Felix Wankel, tysk ingenjör (Wankelmotor)
- 1904 – Charles Rogers, amerikansk skådespelare
- 1905 – Franz Ziereis, tysk SS-officer, kommendant i Mauthausen
- 1907 – Alfried Krupp von Bohlen und Halbach, tysk vapentillverkare och krigsförbrytare
- 1908 – Gene Raymond, amerikansk skådespelare
- 1912
  - Ben Hogan, amerikansk legendarisk professionell golfspelare
  - Salvador E. Luria, italiensk-amerikansk bakteriolog och mikrobiolog, mottagare av Nobelpriset i fysiologi eller medicin 1969
- 1918
  - Frederick Sanger, brittisk biokemist, mottagare av Nobelpriset i kemi 1958 och 1980
  - Kai Söderhjelm, svensk författare
- 1924 – Meta Velander, svensk skådespelare
- 1926 – Fidel Castro, kubansk revolutionär, landets diktator
- 1935 – Jessie Flaws, svensk-amerikansk skådespelare
- 1943 – Olle Goop, svensk travtränare och kusk
- 1945 – Lars Engqvist, svensk journalist och socialdemokratisk politiker, socialminister, landshövding i Kronobergs län
- 1947 – Margareta Winberg, svensk socialdemokratisk politiker, vice statsminister
- 1952 – Rebecca Pawlo, svensk skådespelare
- 1954 – Lincoln Díaz-Balart, kubansk-amerikansk politiker
- 1955 – Betsy King, amerikansk professionell golfspelare
- 1959
  - Thomas Dennerby, svensk fotbollstränare
  - Thomas Ravelli, fotbollsmålvakt, VM-brons och personlig kopia av Svenska Dagbladets guldmedalj 1994
  - Andreas Ravelli, svensk före detta fotbollsspelare (mittback)
- 1960 – Koji Kondo, japansk spelmusik-kompositör
- 1962 – Ia Langhammer, svensk skådespelare och sångare
- 1964 – Ian Haugland, svensk musiker, trumslagare i Europe
- 1965 – Lars Wallin (modeskapare), svensk modeskapare född i Västerås
- 1966 – Åsa Elmgren, svensk operasångare
- 1967 – Amélie Nothomb, belgisk författare
- 1970
  - Lisa Nilsson, svensk sångare
  - Alan Shearer, brittisk fotbollsspelare
- 1971 – Marcus Ragnarsson, svensk ishockeyspelare
- 1973 – Kamila Shamsie, pakistansk-brittisk författare
- 1974 – Magnus Lindgren, svensk jazzmusiker, kompositör och arrangör
- 1982 – Sebastian Stan, rumänsk-amerikansk skådespelare
- 1988 – MØ, dansk sångerska
- 1991 – Hilda Carlén, fotbollsspelare, OS-silver 2016

## Avlidna
- 900 – Zwentibold, kung av Lotharingia
- 1621 – Jan Berchmans, belgisk jesuit och präststuderande, helgon
- 1808 – Étienne Pierre Ventenat, fransk botaniker
- 1826 – René Laënnec, fransk läkare, uppfinnare av stetoskopet
- 1833 – Elias Wilhelm Ruda, svensk skald och litteraturkritiker
- 1863 – Eugène Delacroix, fransk konstnär
- 1865 – Ignaz Semmelweiss, ungersk läkare
- 1896 – John Everett Millais, brittisk målare och grundare av det Prerafaelitiska brödraskapet
- 1906 – Moritz Rubenson, svensk kommunalpolitiker och riksdagsman
- 1907 – John Long Routt, amerikansk republikansk politiker, guvernör i Colorado
- 1910 – Florence Nightingale, brittisk sjuksköterska
- 1913 – August Bebel, tysk socialdemokratisk politiker
- 1917 – Eduard Buchner, tysk kemist, mottagare av Nobelpriset i kemi 1907
- 1919 – Gustaf Windahl, svensk provinsialläkare och riksdagsman
- 1926 – David Björling, svensk opera- och konsertsångare
- 1946 – H.G. Wells, brittisk författare av science fiction
- 1948 – George F. Shafer, amerikansk politiker, guvernör i North Dakota
- 1955 – Wilhelm Kreis, tysk arkitekt
- 1965 – Hayato Ikeda, japansk politiker, premiärminister
- 1968 – Anna Flygare-Stenhammar, svensk skådespelare
- 1969 – Ernfrid Ahlin, svensk kompositör och musikförläggare
- 1972
  - Carl Malmsten, svensk inredningsarkitekt och möbelarkitekt
  - Ralph Tyler Smith, amerikansk republikansk politiker, senator (Illinois)
- 1976 – Willy Peters, svensk skådespelare och regissör
- 1979
  - Wilhelm Oxenius, tysk major
  - Åke Jelving, svensk kompositör, dirigent och musiker (violin)
- 1982 – Bjarne Andersen, norsk skådespelare, manusförfattare och regissör
- 1991 – Richard A. Snelling, amerikansk republikansk politiker, guvernör i Vermont
- 1995 – Mickey Mantle, amerikansk basebollspelare
- 2005 – David Lange, nyzeeländsk före detta premiärminister
- 2006 – Jon Nödtveidt, svensk musiker, sångare och gitarrist, medlem i gruppen Dissection
- 2007
  - Brooke Astor, amerikansk affärskvinna, filantrop och en personlighet inom New Yorks sällskapsliv
  - Yone Minagawa, japansk kvinna
  - Lennart Mörk, svensk scenograf
- 2008
  - Sandy Allen, amerikanska, världens längsta kvinna enligt Guinness rekordbok
  - Bill Gwatney, amerikansk demokratisk politiker
- 2009
  - Josette Baujot, belgisk seriealbumskolorist, färglade albumen om Tintin
  - Les Paul, amerikansk gitarrlegendar
- 2011
  - Chris Lawrence, brittisk racerförare
  - Topi Sorsakoski, finländsk sångare
  - Ellen Winther Lembourn, dansk operasångare och skådespelare
- 2012
  - Helen Gurley Brown, amerikansk författare, chefredaktör och affärskvinna
  - Tom Hofwander, svensk musiker och ljudtekniker
  - Wolf Lyberg, svensk sportjournalist och idrottsledare, före detta generalsekreterare i SOK
  - Johnny Munkhammar, svensk politiker och debattör, riksdagsledamot för moderaterna
- 2013 – Tompall Glaser, amerikansk countrymusiker
- 2014
  - Frans Brüggen, nederländsk dirigent och blockflöjtist
  - Sven Ohm, svensk baptistpastor och författare
- 2018 – Somnath Chatterjee, indisk politiker